# Gare de Berthelming
La gare de Berthelming est une gare ferroviaire française de la ligne de Réding à Metz-Ville, située sur le territoire de la commune de Berthelming, dans le département de la Moselle, en région Grand Est.
C'est une halte voyageurs de la Société nationale des chemins de fer français (SNCF), desservie par des trains express régionaux.

## Situation ferroviaire
Établie à 239 mètres d'altitude, la gare de Berthelming est située au point kilométrique (PK) 78,067 de la ligne de Réding à Metz-Ville entre les gares ouvertes de Réding (s'intercalent les gares fermées d'Oberstinzel et de Sarraltroff) et de Bénestroff (s'intercalent les gares fermées de Mittersheim, Loudrefing et Nébing).
Gare de bifurcation, elle est l'origine, au PK 0,000, de la ligne de Berthelming à Sarreguemines (inexploitée de Berthelming à Sarralbe).

## Histoire
La ligne de Sarrebourg à Sarreguemines, qui passe par Berthelming, est mise en service le 1er novembre 1872 par la Direction générale impériale des chemins de fer d'Alsace-Lorraine (EL),. La section de Berthelming à Rémilly de la ligne (Sarrebourg) Réding – Metz est ouverte, par l'EL, le 10 décembre 1877.
Le 19 juin 1919, la gare entre dans le réseau de l'Administration des chemins de fer d'Alsace et de Lorraine (AL), à la suite de la victoire française lors de la Première Guerre mondiale. Puis, le 1er janvier 1938, cette administration d'État forme avec les autres grandes compagnies la SNCF, qui devient concessionnaire des installations ferroviaires de Berthelming. Cependant, après l'annexion allemande de l'Alsace-Lorraine, c'est la Deutsche Reichsbahn qui gère la gare pendant la Seconde Guerre mondiale, du 1er juillet 1940 jusqu'à la Libération (en 1944 – 1945).
Berthelming comportait également un dépôt-relais secondaire.
En 1962, la gare dispose de plusieurs voies de service et d'un quai militaire.
Le trafic voyageurs entre Berthelming et Sarre-Union est abandonné le 1er mars 2000, et remplacé par une desserte routière.
Le poste d'aiguillage de Berthelming est fermé en octobre 2006, à la suite de la mise en service du nouveau poste d'aiguillage informatique de Rémilly.

## Fréquentation
De 2015 à 2024, selon les estimations de la SNCF, la fréquentation annuelle de la gare s'élève aux nombres indiqués dans le tableau ci-dessous.
| Année     | 2015   | 2016   | 2017   | 2018   | 2019   | 2020   | 2021   | 2022   | 2023   | 2024   |
| --------- | ------ | ------ | ------ | ------ | ------ | ------ | ------ | ------ | ------ | ------ |
| Voyageurs | 19 951 | 20 717 | 20 083 | 21 396 | 21 267 | 15 676 | 18 806 | 17 739 | 21 961 | 24 773 |

## Service des voyageurs

### Accueil
Halte SNCF, c'est un point d'arrêt non géré (PANG) à accès libre. Son bâtiment voyageurs est fermé au public.
Un passage de niveau planchéié permet la traversée des voies et le passage d'un quai à l'autre.

### Desserte
Berthelming est desservie par des trains régionaux du réseau TER Grand Est de la relation Metz-Ville – Sarrebourg – Strasbourg.

### Intermodalité
Le stationnement des véhicules est possible à proximité de l'entrée de la halte.

## Patrimoine ferroviaire
L'ancien bâtiment voyageurs et un ancien château d'eau.

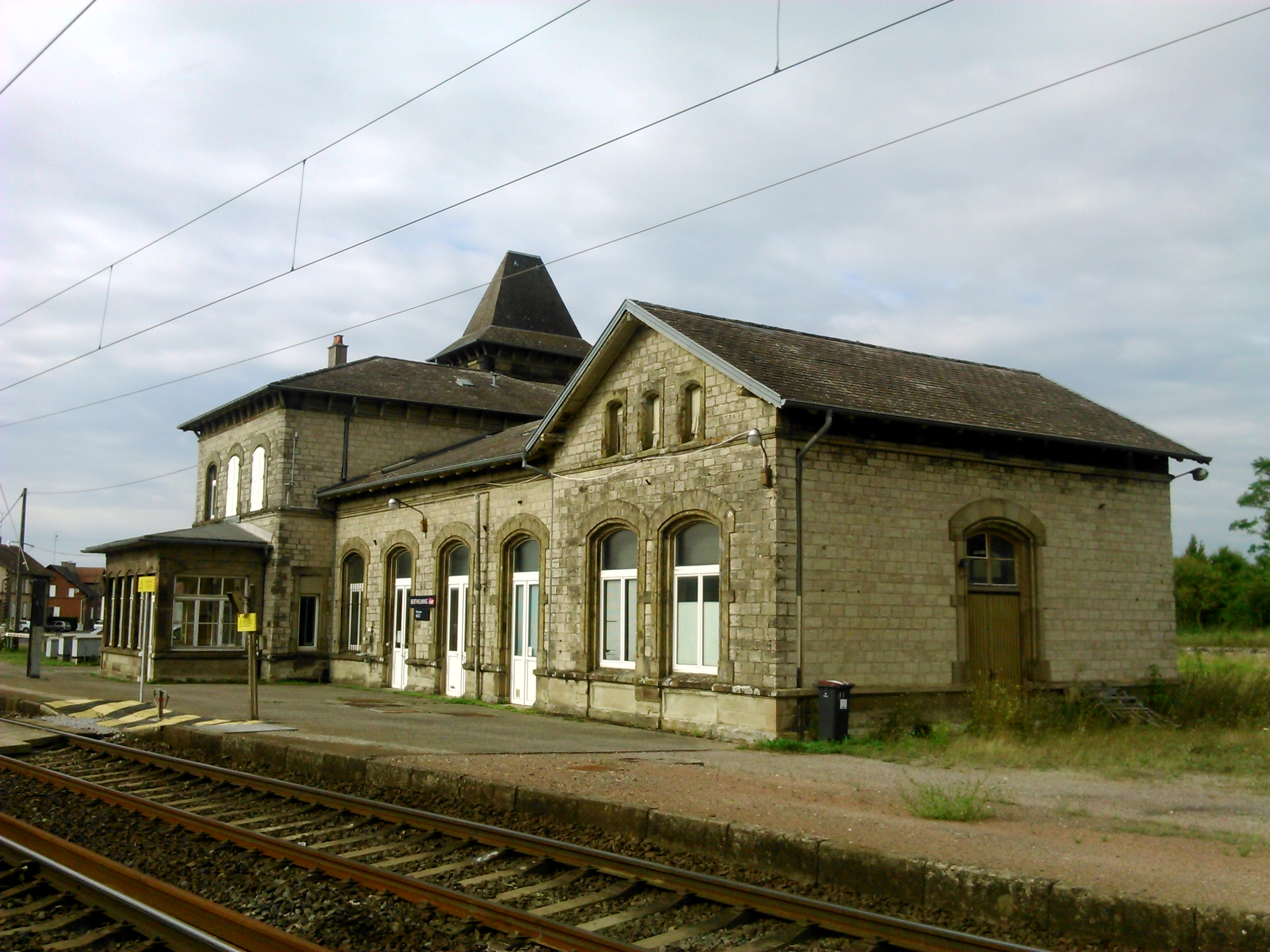
Le bâtiment voyageurs, côté ligne Réding – Metz.
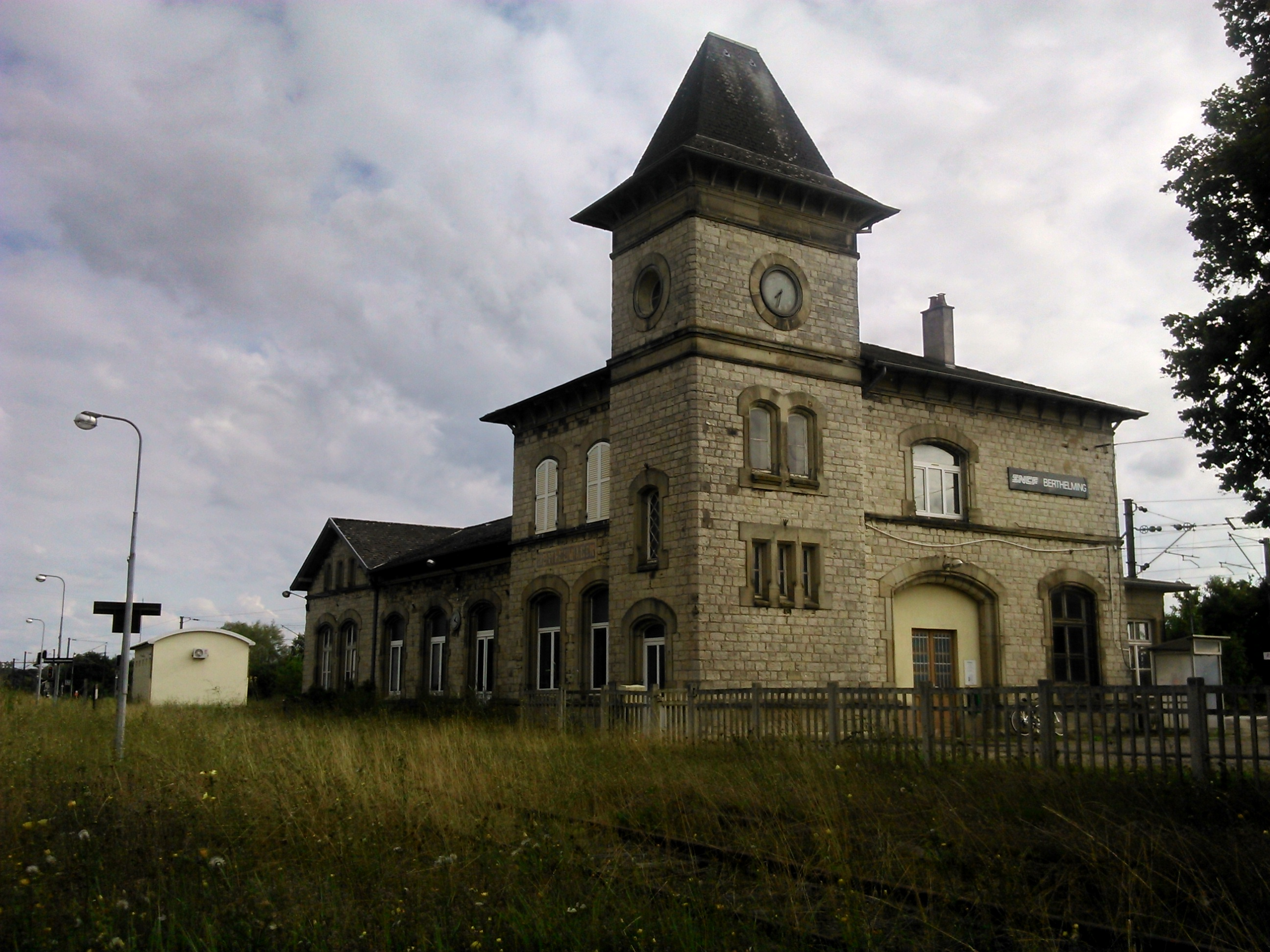
Le bâtiment voyageurs, côté ligne Berthelming – Sarreguemines.
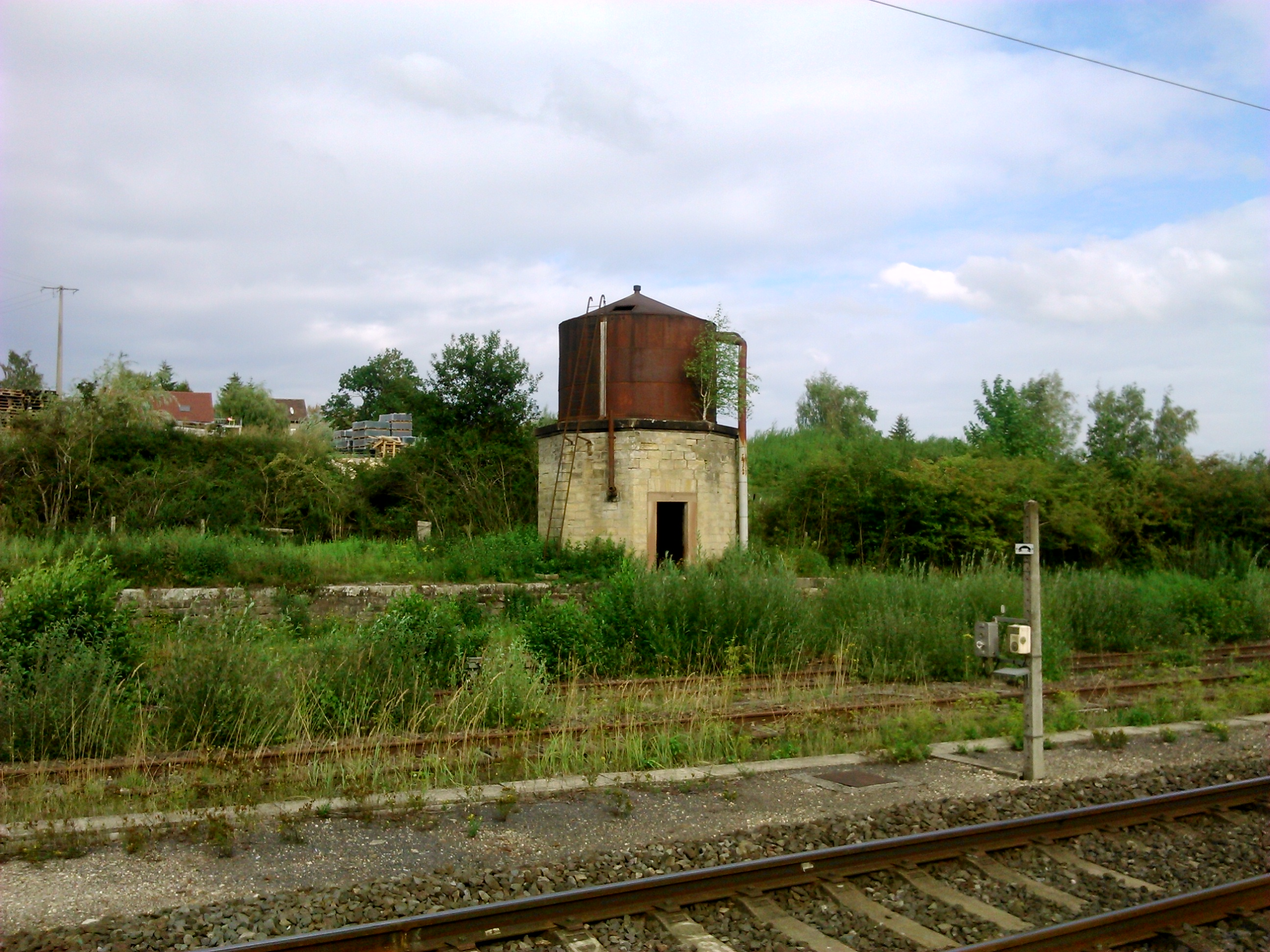
L'ancien château d'eau.
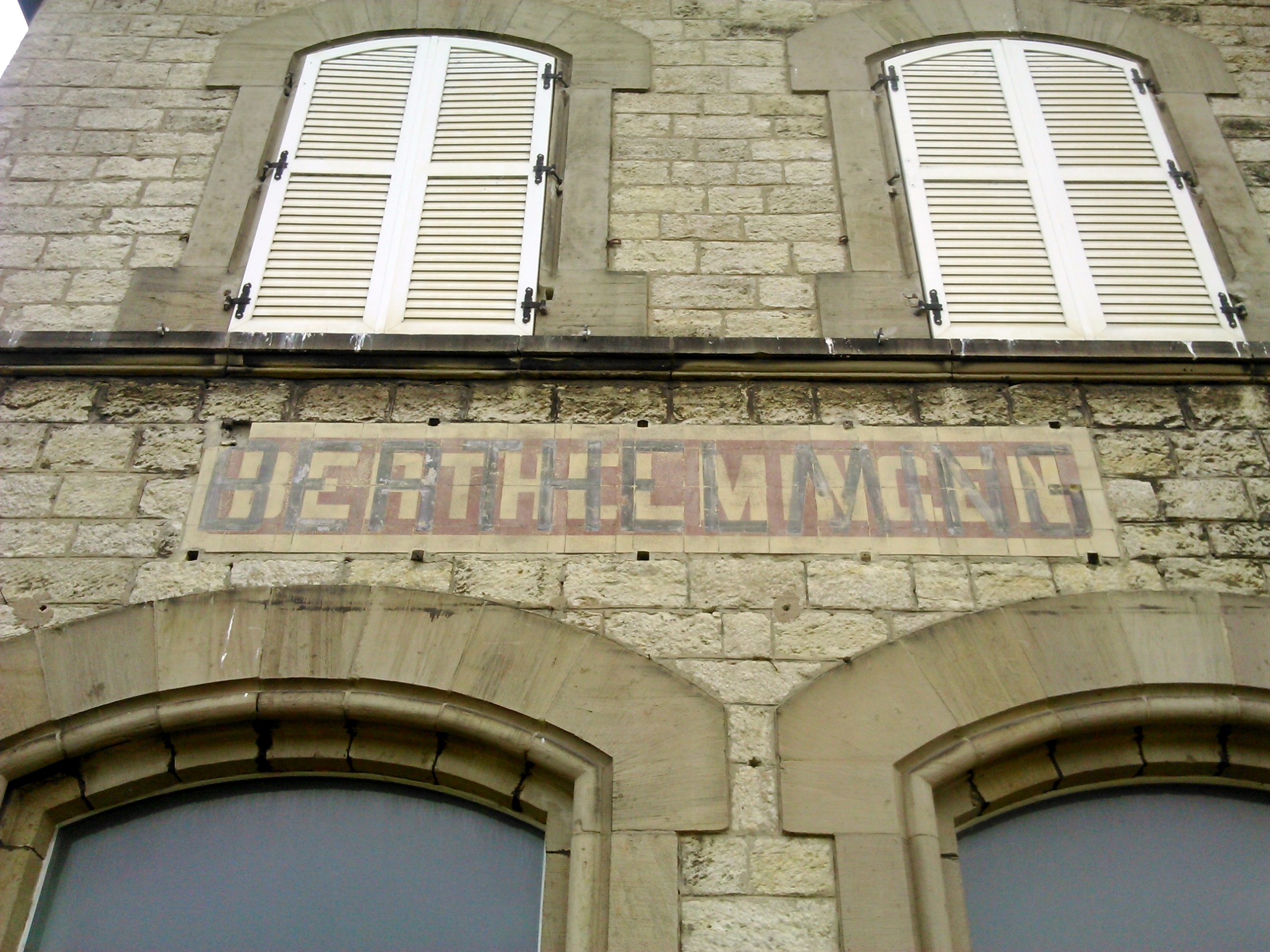
Ancienne inscription allemande Berthelmingen.